# 戈羅季謝 (別廖茲諾區)
51°1′23″N 26°43′58″E / 51.02306°N 26.73278°E
戈羅季謝（烏克蘭語：Городище），是烏克蘭西北部的村莊，隸屬里夫內州的里夫內區。該村始建於1629年，面積3.4平方公里，海拔高度168米，2022年人口3,916，人口密度每平方公里1,157.1人。